# كسوف الشمس 9 أبريل 2043
سيحدث كسوف كلي للشمس يوم الخميس 9 أبريل 2043. يحدث كسوف الشمس عندما يمر القمر بين الأرض والشمس ، وبالتالي يحجب صورة الشمس كليًا أو جزئيًا عن مشاهد على الأرض. يحدث الكسوف الكلي للشمس عندما يكون القطر الظاهري للقمر أكبر من قطر الشمس ، مما يحجب كل ضوء الشمس المباشر ، ويحول النهار إلى ظلام. تحدث الكلية في مسار ضيق عبر سطح الأرض ، مع كسوف جزئي للشمس مرئي فوق المنطقة المحيطة بعرض آلاف الكيلومترات.
سيكون من غير المعتاد أنه بينما هو كسوف كلي للشمس ، فإنه ليس كسوفًا مركزيًا للشمس (عندما تكون جاما 0.9972 أو أكبر). الكسوف غير المركزي هو الذي لا يتقاطع فيه الخط المركزي للكلية مع سطح الأرض. بدلاً من ذلك ، يمر خط الوسط فوق سطح الأرض مباشرةً. يحدث هذا النوع النادر عندما تكون الكلية مرئية فقط عند غروب الشمس أو شروقها في منطقة قطبية.

## الرؤية
سيكون مرئيًا كسوفاً كلياً في شبه جزيرة كامتشاتكا الروسية ، وأوبلاست ماجادان وشمال شرق ياقوتيا (صباح يوم 10 أبريل بالتوقيت المحلي). وسيكون مرئيًا جزئيًا في جميع أنحاء شمال شرق روسيا ، في كندا وغرينلاند وسفالبارد وأيسلندا . سيكون أيضًا مرئيًا جزئيًا من الجزء الغربي للولايات المتحدة بما في ذلك ألاسكا وهاواي وشمال المحيط الهادئ .

## الصور
مسار متحرك

## الخسوفات ذات الصلة

### كسوف الشمس 2040-2043
هذا الكسوف هو جزء من سلسلة كسوف الشمس 2040 – 2043. يتكرر الكسوف في كل 177 يومًا تقريبًا و 4 ساعات في العقد المتناوبة من مدار القمر.
| مجموعات سلسلة كسوف الشمس من 2040 إلى 2043 | مجموعات سلسلة كسوف الشمس من 2040 إلى 2043 | مجموعات سلسلة كسوف الشمس من 2040 إلى 2043 | مجموعات سلسلة كسوف الشمس من 2040 إلى 2043 | مجموعات سلسلة كسوف الشمس من 2040 إلى 2043 |
| ----------------------------------------- | ----------------------------------------- | ----------------------------------------- | ----------------------------------------- | ----------------------------------------- |
| عقدة تصاعدية                              | عقدة تصاعدية                              |                                           | عقدة تنازلية                              | عقدة تنازلية                              |
| 119                                       | مايو 11, 2040 جزئي                        | 124                                       | نوفمبر 4, 2040 حلقي                       |                                           |
| 129                                       | أبريل 30, 2041 كلي                        | 134                                       | أكتوبر 25, 2041 حلقي                      |                                           |
| 139                                       | أبريل 20, 2042 كلي                        | 144                                       | أكتوبر 14, 2042 حلقي                      |                                           |
| 149                                       | أبريل 9, 2043 كلي (غير مركزي)             | 154                                       | أكتوبر 3, 2043 حلقي (غير مركزي)           |                                           |

### ساروس 149
وهي جزء من دورة ساروس 149 ، يتكرر كل حوالي 18 سنة و 11 يومًا ، يحتوي على 71 حدثًا.
- بدأت السلسلة بكسوف جزئي للشمس في 21 أغسطس 1664.
- وشهدت كسوفًا كليًا من 9 أبريل 2043 إلى 2 أكتوبر 2331.
- وتنتهي السلسلة عند العضو 71 ككسوف جزئي في 28 سبتمبر 2926.

أطول كسوف كلي سيكون يوم 17 يوليو 2205 عند 4 دقائق و 10 ثوان.
| تحدث أعضاء السلسلة 15-25 بين عامي 1901 و 2100: | تحدث أعضاء السلسلة 15-25 بين عامي 1901 و 2100: | تحدث أعضاء السلسلة 15-25 بين عامي 1901 و 2100: |
| 15                                             | 16                                             | 17                                             |
| ---------------------------------------------- | ---------------------------------------------- | ---------------------------------------------- |
| يناير 23, 1917 [الإنجليزية]                    | فبراير 3, 1935 [الإنجليزية]                    | فبراير 14, 1953 [الإنجليزية]                   |
| 18                                             | 19                                             | 20                                             |
| فبراير 25, 1971 [الإنجليزية]                   | مارس 7, 1989 [الإنجليزية]                      | مارس 19, 2007                                  |
| 21                                             | 22                                             | 23                                             |
| مارس 29, 2025                                  | أبريل 9, 2043                                  | أبريل 20, 2061 [الإنجليزية]                    |
| 24                                             | 25                                             |                                                |
| مايو 1, 2079                                   | مايو 11, 2097 [الإنجليزية]                     |                                                |

### سلسلة ميتونيك
تتكرر السلسلة ميتونيك كل 19 عامًا (6939.69 يومًا) ، وتستمر حوالي 5 دورات. يحدث الكسوف في نفس تاريخ التقويم تقريبًا. بالإضافة إلى ذلك ، تتكرر سلسلة أكتون الفرعية 1/5 من ذلك أو كل 3.8 سنوات (1387.94 يومًا). تحدث جميع الكسوفات في هذا الجدول عند العقدة الصاعدة للقمر.
| 21 أحداث الكسوف بين 21 يونيو 1982 و 21 يونيو 2058 | 21 أحداث الكسوف بين 21 يونيو 1982 و 21 يونيو 2058 | 21 أحداث الكسوف بين 21 يونيو 1982 و 21 يونيو 2058 | 21 أحداث الكسوف بين 21 يونيو 1982 و 21 يونيو 2058 | 21 أحداث الكسوف بين 21 يونيو 1982 و 21 يونيو 2058 |
| يونيو 21                                          | أبريل 8–9                                         | يناير 26                                          | نوفمبر 13–14                                      | سبتمبر 1–2                                        |
| 107                                               | 109                                               | 111                                               | 113                                               | 115                                               |
| ------------------------------------------------- | ------------------------------------------------- | ------------------------------------------------- | ------------------------------------------------- | ------------------------------------------------- |
| يونيو 21, 1963                                    | أبريل 9, 1967                                     | يناير 26, 1971                                    | نوفمبر 14, 1974                                   | سبتمبر 2, 1978                                    |
| 117                                               | 119                                               | 121                                               | 123                                               | 125                                               |
| يونيو 21, 1982 [الإنجليزية]                       | أبريل 9, 1986 [الإنجليزية]                        | يناير 26, 1990 [الإنجليزية]                       | نوفمبر 13, 1993 [الإنجليزية]                      | سبتمبر 2, 1997 [الإنجليزية]                       |
| 127                                               | 129                                               | 131                                               | 133                                               | 135                                               |
| يونيو 21, 2001                                    | أبريل 8, 2005                                     | يناير 26, 2009                                    | نوفمبر 13, 2012                                   | سبتمبر 1, 2016                                    |
| 137                                               | 139                                               | 141                                               | 143                                               | 145                                               |
| يونيو 21, 2020                                    | أبريل 8, 2024                                     | يناير 26, 2028                                    | نوفمبر 14, 2031                                   | سبتمبر 2, 2035                                    |
| 147                                               | 149                                               | 151                                               | 153                                               | 155                                               |
| يونيو 21, 2039                                    | أبريل 9, 2043                                     | يناير 26, 2047                                    | نوفمبر 14, 2050 [الإنجليزية]                      | سبتمبر 2, 2054 [الإنجليزية]                       |
| 157                                               |                                                   |                                                   |                                                   |                                                   |
| يونيو 21, 2058 [الإنجليزية]                       |                                                   |                                                   |                                                   |                                                   |

## روابط خارجية
- http://eclipse.gsfc.nasa.gov/SEplot/SEplot2001/SE2045Aug12T. GIF
- www.solar-eclipse.de - متوسط التغطية السحابية والمدن على طول مسار الكسوف
- http://eclipse.gsfc.nasa.gov/SEplot/SEplot2001/SE2043Apr09T. GIF